# Retiniphyllum
Retiniphyllum là một chi thực vật có hoa trong họ Thiến thảo (Rubiaceae).

## Loài
Chi Retiniphyllum gồm các loài: